# Reserva Ecológica Los Ilinizas

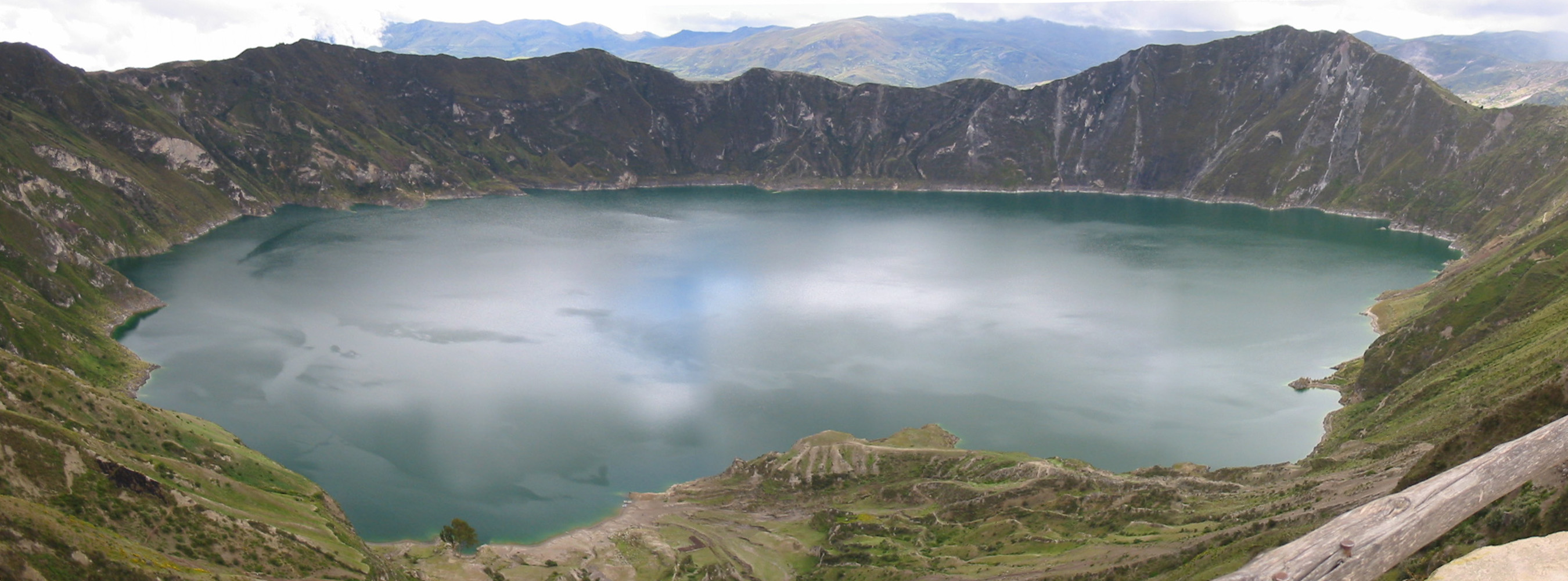
Kratersee Quilotoa

Die Reserva Ecológica Los Ilinizas befindet sich zentral in Ecuador. Das 1342,33 km² große Schutzgebiet wurde am 11. Dezember 1996 eingerichtet.

## Lage
Die Reserva Ecológica Los Ilinizas liegt in den Provinzen Cotopaxi, Pichincha und Santo Domingo de los Tsáchilas. Sie liegt in der Cordillera Occidental in Höhen zwischen 800 m und 5263 m.
Das Reservat besteht aus vier voneinander getrennten Teilgebieten. Im Folgenden die Teilgebiete:
- Zone 1 () – das größte Teilgebiet liegt westlich und nordwestlich des Kratersees Quilotoa und wird über den Río Toachi entwässert
- Zone 2 () – umfasst die Vulkane Illiniza (5263 m ⊙) und Corazón (4790 m ⊙)
- Zone 3 () – umfasst den Kratersee Quilotoa
- Zone 4 () – liegt im Süden; die Zone wird durch einen Korridor, durch welchen die Straße von Latacunga über La Maná nach Quevedo führt, von der weiter nördlich gelegenen Zone 1 getrennt

## Ökologie
Im Reservat kommen folgende Vegetationszonen vor: subtropische Wälder, Nebelwälder, andine Bergwälder und Páramo. Zu den Säugetieren in den verschiedenen Vegetationszonen gehören der Ozelot, der Südamerikanische Nasenbär, das Kappler-Gürteltier, der Puma, der Brillenbär, die Pakarana, der Andenschakal und der Weißwedelhirsch.